# 大玉村
大玉村（おおたまむら）は、福島県中通りに位置する村。安達郡に属する唯一の自治体である。

## 地理
二本松市と郡山市の間に位置し、町の北西には安達太良山があり、東端に阿武隈川が流れる。安達太良山の裾野に広がる扇状地。
山
- 安達太良山
- 和尚山
- 大名倉山
- 苗松山

河川
- 阿武隈川
- 安達太良川
- 杉田川
- 百日川

### 隣接する自治体
- 郡山市
- 二本松市
- 本宮市

## 歴史
- 1955年（昭和30年）3月31日 - 安達郡大山村・玉井村の新設合併により発足。
- 2003年（平成15年）8月3日 - 村議選において電子投票を実施（6例目）。
- 2006年（平成18年）2月 - 村内に「PLANT5 大玉店」がオープン。東北地方最大級の店となった。
- 2007年（平成19年）12月7日 - 大玉村観光PRのイメージキャラクターに「たまちゃん」を選定。
- 2014年（平成26年）10月 - 日本で最も美しい村連合に加盟。
- 2015年（平成27年）10月26日 - マチュ・ピチュと友好都市協定を締結[2]。
- 2019年（令和元年）6月18日 - 大規模太陽光発電所（メガソーラー）の増設を、美観を損ねるとして歓迎しないことを村議会で宣言[3]。

## 人口
| 大玉村（に相当する地域）の人口の推移 \| 1970年（昭和45年） \| 7,788人 \| \| \| 1975年（昭和50年） \| 7,647人 \| \| \| 1980年（昭和55年） \| 7,837人 \| \| \| 1985年（昭和60年） \| 7,979人 \| \| \| 1990年（平成2年） \| 8,163人 \| \| \| 1995年（平成7年） \| 8,339人 \| \| \| 2000年（平成12年） \| 8,407人 \| \| \| 2005年（平成17年） \| 8,464人 \| \| \| 2010年（平成22年） \| 8,574人 \| \| \| 2015年（平成27年） \| 8,679人 \| \| \| 2020年（令和2年） \| 8,900人 \| \| |         |  |
| 総務省統計局 国勢調査より |         |  |
| 1970年（昭和45年） | 7,788人 |  |
| 1975年（昭和50年） | 7,647人 |  |
| 1980年（昭和55年） | 7,837人 |  |
| 1985年（昭和60年） | 7,979人 |  |
| 1990年（平成2年） | 8,163人 |  |
| 1995年（平成7年） | 8,339人 |  |
| 2000年（平成12年） | 8,407人 |  |
| 2005年（平成17年） | 8,464人 |  |
| 2010年（平成22年） | 8,574人 |  |
| 2015年（平成27年） | 8,679人 |  |
| 2020年（令和2年） | 8,900人 |  |

## 経済・産業
長らく、近隣都市地域に農産物を出荷販売し、村民は近隣の市町の商店より購入し帰宅する生活だったが、近年は、自村内に商店が多く有り、村民の日常生活様式は変化した。統計からは農業は減少傾向にあるが流通、豊富な水には恵まれている。

## 行政
- 大玉村役場

### 警察
- 郡山北警察署大玉駐在所

### 消防
- 安達地方広域行政組合消防本部管内
※大玉村には消防署等は所在しない

## 友好都市
- マチュ・ピチュ（ペルー共和国クスコ県）
2015年（平成27年）12月26日に友好都市協定締結[2]。マチュ・ピチュの初代村長を勤め、その発展に尽力した野内与吉が大玉村出身であることによる[2]。
- 茨城県茨城町
2017年10月13日に茨城県稲敷郡美浦村を含む3町村間で友好交流都市協定を締結。2012年8月29日に3町村間で「災害時相互応援に関する協定書」を交わしたことから始まり、互いのイベントへの行き来や中学校同士の交流など交流を深めた後に締結[4]。
- 茨城県稲敷郡美浦村
同上（茨城町を参照）[4]。

## 郵便

大玉郵便局

- 大玉郵便局
- 岩代大山郵便局

## 教育

### 幼稚園・保育園
- 大玉村立大山幼稚園
- 大玉村立玉井幼稚園
- 大玉村保育所

### 小学校
- 大玉村立大山小学校
- 大玉村立玉井小学校

### 中学校
- 大玉村立大玉中学校

## 交通

### 鉄道
村の東部をJR東日本東北本線が通っているが、村内に駅はない。最寄り駅は本宮駅あるいは杉田駅となる。

### バス
- 広域生活バス（本宮駅 - 岳温泉、本宮駅 ‐ 糀面）

### 道路
国道4号が利用できる。東北自動車道は村東部を貫通するもののインターチェンジはなく、最寄りインターは二本松ICあるいは本宮ICとなる。
一般国道
- - 国道4号

主要地方道
- - 福島県道30号本宮土湯温泉線

一般県道
- - 福島県道146号石筵本宮線
  - 福島県道304号大橋五百川停車場線
  - 福島県道355号須賀川二本松線
  - 福島県道368号馬場平杉田線
  - 福島県道380号岳温泉大玉線

自転車道
- - 福島県道372号須賀川二本松自転車道線

## 観光名所等

### 自然
- 安達太良山
- 三ケ月の滝
- 玉井の井戸
- 織井の清水
- 南町の大けやき
- 大名倉山
- あだたらの川

### 神社・仏閣
- 相応寺
- 玉泉寺
- 来迎寺
- 十楽院
- 玉井神社
- 八坂神社
- 象目田稲荷神社
- 日吉神社
- 皿久保神社

### 指定文化財
- 国：馬場ザクラ（天然記念物）
- 県：二子塚古墳（史跡）
- 県：傾城壇古墳（史跡）

### 溜池
- 大名倉山溜池
- 三ツ森溜池
- 額沢温水溜池

### その他
- ふくしま県民の森（フォレストパークあだたら）
- あだたらふるさとホール・大玉村歴史民俗資料館